# Ricardo Rodrigues
Ricardo Jorge da Silva Nogueira Rodrigues, noto semplicemente come Ricardo Rodrigues (Paredes, 28 giugno 1995), è un calciatore portoghese, attaccante del Paredes.

## Caratteristiche tecniche
È un centravanti.

## Carriera
Ha esordito in Primeira Liga il 2 dicembre 2018 disputando con il Desp. Aves l'incontro perso 3-2 contro il Nacional.